# Camille Schrier
Camille Thomasina Schrier, née le 30 juin 1995 à Doylestown, en Pennsylvanie, aux États-Unis, est couronnée, le 22 juin 2019, Miss Virginia (en) 2019, puis, le 19 décembre 2019, Miss America 2020. En mai 2020, à la suite de l'annulation du concours suivant, il est annoncé que Camille Schrier conserverait une année supplémentaire, son titre de Miss America, celui-ci devant expirer en décembre 2020, en raison de la pandémie de Covid-19.

### Source de la traduction
- (en) Cet article est partiellement ou en totalité issu de l’article de Wikipédia en anglais intitulé « Camille Schrier » (voir la liste des auteurs).